# Prosper Guéranger
Prosper-Louis-Pascal Guéranger (Sablé-sur-Sarthe, 4 aprile 1805 – Solesmes, 30 gennaio 1875) fu un abate del priorato benedettino
di Solesmes e fondatore della Congregazione di Francia dell'Ordine di San Benedetto.

## Biografia
Nacque nei pressi dell'ex abbazia benedettina di Solesmes, secolarizzata nel 1790 durante la Rivoluzione francese: influenzato dall'ultramontanismo di Félicité Robert de Lamennais (prima dell'adesione di quest'ultimo al cattolicesimo liberale) e dal pensiero di Louis de Bonald, François-René de Chateaubriand e di Joseph de Maistre, nel 1822 decise di entrare in seminario, dove si appassionò allo studio della patristica, ed il 7 ottobre 1827 venne ordinato sacerdote a Tours e nominato canonico del capitolo cattedrale.

Contro l'uso del clero gallicano, iniziò ad usare per i suoi offici il Messale Romano e divenne ispiratore del movimento francese di restaurazione liturgica portando a far scomparire il rito gallicano. L'11 luglio 1833, col consenso del vescovo di Le Mans, acquistò il vecchio priorato di Solesmes e vi si trasferì con tre compagni, restaurando così l'ordine benedettino in Francia, da dove era scomparso dai tempi della Rivoluzione Francese.

Stemma dell'abate Prosper Guéranger

Nel 1837 si recò a Roma ed il 26 luglio emise i voti solenni presso l'abbazia di San Paolo Fuori le Mura: il 1º settembre ottenne da papa Gregorio XVI un breve con il quale veniva fondata Congregazione di Francia dell'Ordine di San Benedetto, erede delle soppresse congregazioni di Cluny, di San Mauro, dei Santi Vitone e Idulfo.
Solesmes divenne abbazia madre della congregazione e Guéranger ne venne nominato primo superiore generale.
Muore il 30 gennaio 1875, all'età di 69 anni. Papa Leone XIII, alcuni anni dopo la sua morte, riconoscendone i meriti, lo definì "strumento provvidenziale preparato da Dio alla Francia per ripristinare gli ordini religiosi, sostegno alla Chiesa romana per ristabilire l’uniformità dei riti distrutti dal vizio dei tempi."

## Gli scritti
Tra i suoi scritti più importanti vanno ricordati "Istituzioni liturgiche" (1840-1851), in cui si occupa dei rapporti tra la liturgia e l'unità di fede cattolica, ed "Anno liturgico" (1841-1866), monumentale opera dedicata alle meditazioni del Ciclo liturgico, rimasta incompiuta e condotta poi a termine dai collaboratori, tra i quali è bene evidenziare dom Lucien Fromage. 

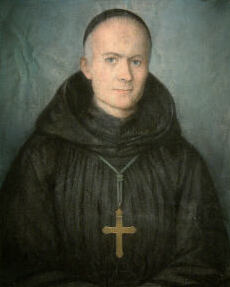
Prosper Guéranger nel 1840

Il capitolo XIV delle "Istituzioni Liturgiche" intitolato "L'eresia antiliturgica e la riforma protestante del XVI secolo considerata nei suoi rapporti con la liturgia" costituisce una possente sintesi storica e dottrinale della secolare ribellione contro la liturgia. Da sottolineare l'importanza attribuita a queste pagine dopo il Concilio Vaticano II tra i Cattolici tradizionalisti.
Essendosi interessato della definibilità dell'Immacolata Concezione, pubblicò nell'anno 1850 a Parigi un importante studio dal titolo "Memoria sull'Immacolata Concezione della Santa Vergine", per il quale ricevette ampi apprezzamenti da parte di papa Pio IX. Ebbe modo di partecipare anche al Concilio Vaticano I, convocato dallo stesso papa, difendendo convintamente l'Infallibilità papale, soprattutto in una sua opera, pubblicata nel 1870, dal titolo "Sulla monarchia pontificale".

## La restaurazione gregoriana

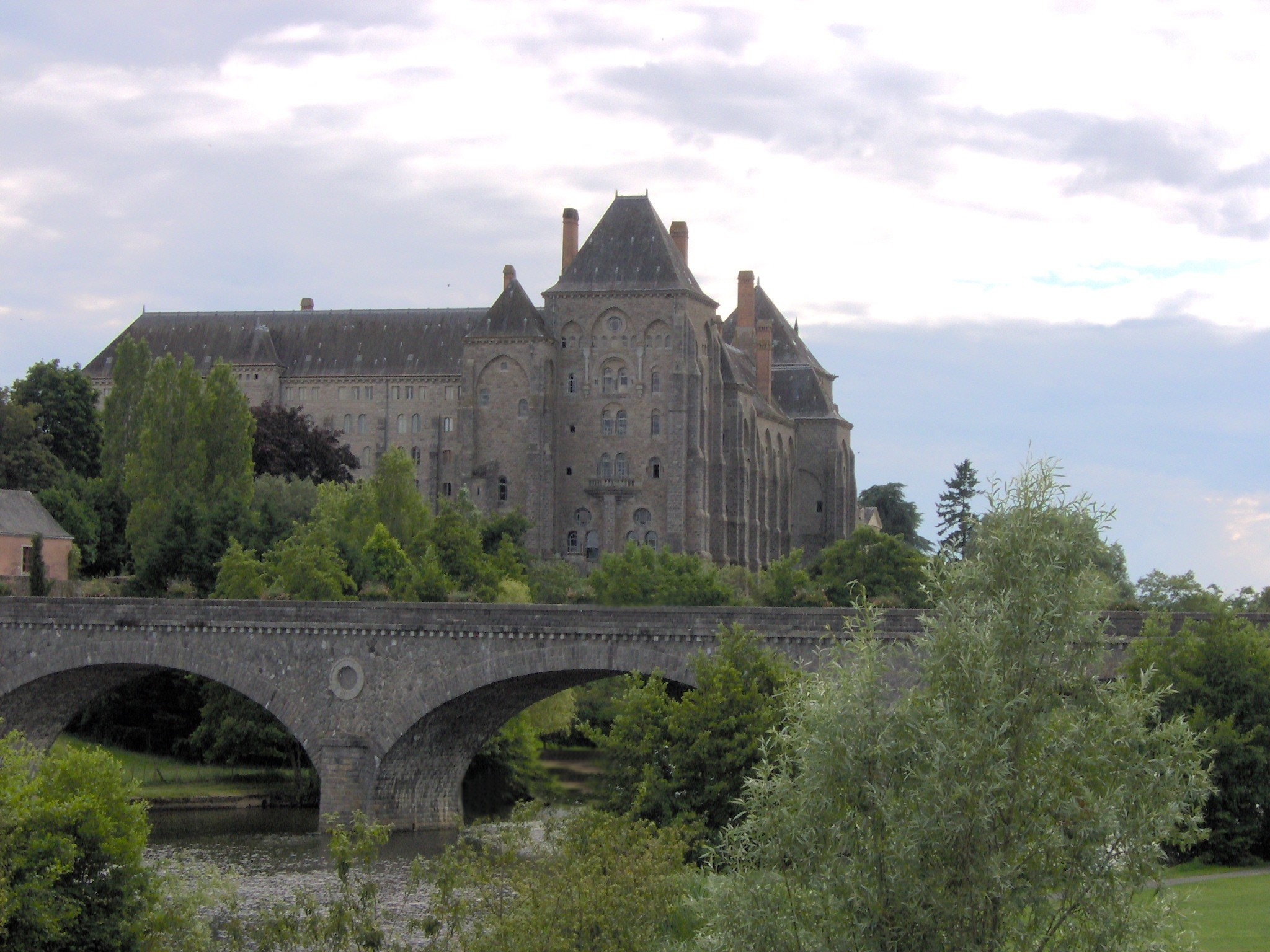
L'abbazia di San Pietro di Solesmes

All'interno del suo progetto monastico e di ritorno alle forme liturgiche dell'antichità cristiana, don Guéranger affronta con entusiasmo la restaurazione del canto gregoriano.

Come prima cosa, chiede aiuto al dotto canonico di Le Mans, Augustin-Mathurin Gontier. Costui aveva dato alle stampe nel 1859 l’opera “Méthode raisonnée de plaint-chant”, nella quale si enunciava un principio fondamentale per l'avvenire: il ritmo libero oratorio è il ritmo proprio del canto gregoriano. Proprio perché nasce dal testo, il canto gregoriano ne assorbe pienamente tutte le qualità, dunque, accanto alla qualità melodica, anche quella del ritmo verbale, che rifiuta il concetto moderno di misura, ma poggia il suo fondamento sul fenomeno dell’”articolazione sillabica”, termine con il quale si intende il passaggio da una sillaba all’altra, individuando in tal modo il procedimento essenziale che genera il movimento verbale nel suo continuo e diversificato fluire. Partendo da questo e da altri importanti principi presenti nell’opera del Gontier, oltreché da una suo accurato ed approfondito studio personale, l'abate Guéranger decide di prendere in debita considerazione l'esecuzione del canto e chiede ai suoi monaci di rispettare, secondo la tradizione, il primato del testo: pronuncia, accentazione, fraseggio. In pochi anni lo stile esecutivo viene notevolmente migliorato ed il piccolo monastero comincia a fare scuola.

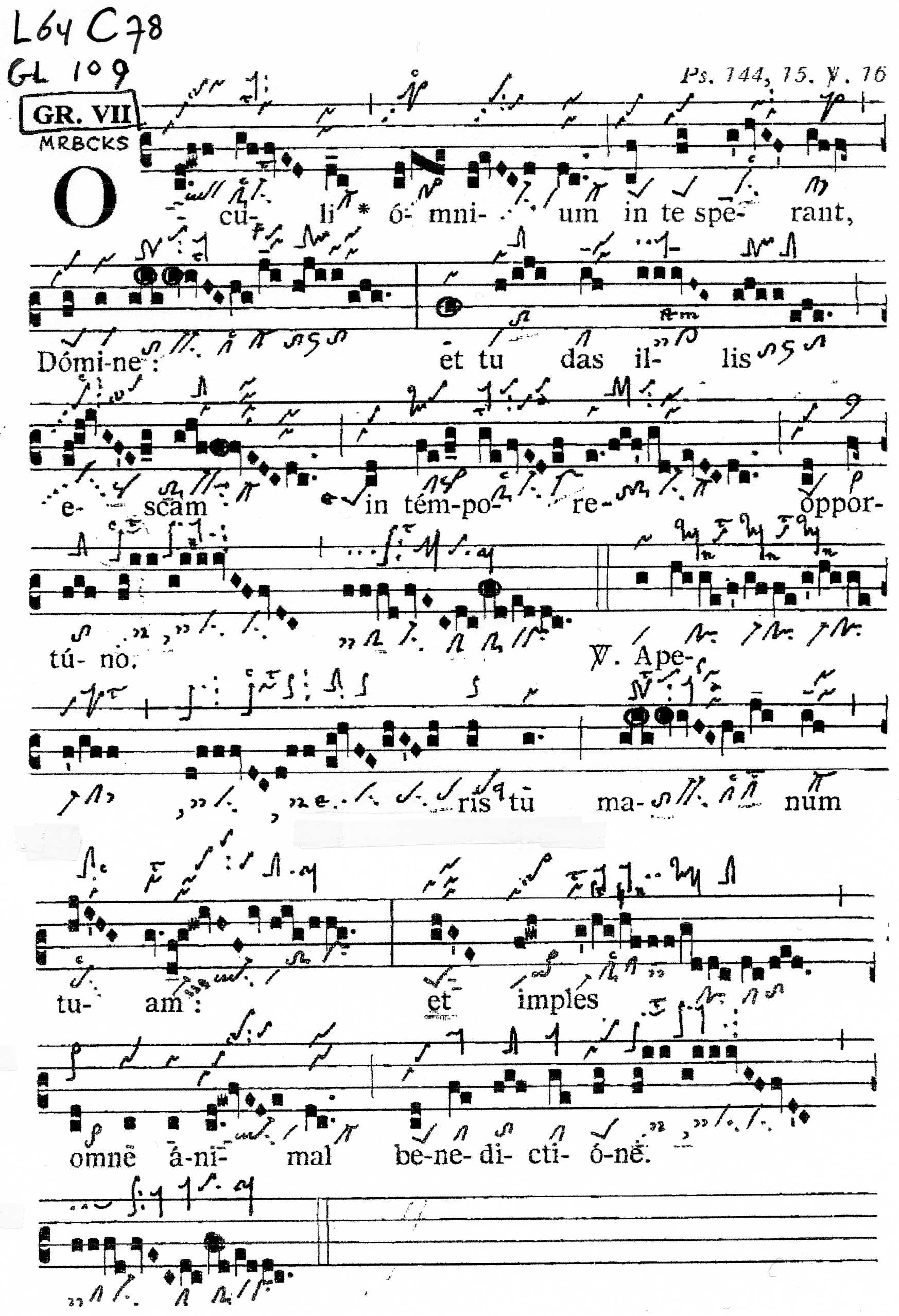
Pagina tratta dal Graduale Triplex (pubblicato nel 1979)

Nel 1860 Guéranger affida ad un suo monaco, dom Paul Jausions, il compito di restaurare la melodia autentica. Inizia così un certosino lavoro di copiatura dei più antichi manoscritti di canto gregoriano. La loro notazione in "minute zampe di mosca" è per il momento indecifrabile, però da questo lavoro fondato su presupposti scientifici sbocciò nella pubblicazione del primo libro dei canti della Messa e porterà alla costruzione del laboratorio di paléographie musicale, grazie anche all'ausilio della tecnologia fotografica e sotto la guida prima di dom Joseph Pothier, poi di dom André Mocquereau. 
Pothier, con la pubblicazione nel 1880 delle opere "Les mélodies grégoriennes d'après la tradition" e "Mélodies grégoriennes", affermerà l'urgente bisogno che il canto gregoriano ritorni a vivere nella liturgia, anziché rimanere un bellissimo oggetto da museo per la curiosità degli eruditi. Da un punto di vista tecnico, preciserà, in queste ed in altre importanti opere, l'importanza di cantare la frase gregoriana con elasticità, e che ciò non potrà realizzarsi attribuendo un valore proporzionale ai singoli suoni. Pothier si mostrerà sempre decisamente ostile ad una esagerata precisione nella determinazione del ritmo della frase gregoriana. Dom Mocquereau, il successore di Pothier, porrà alla base del suo lavoro le geniali intuizioni del Gontier, ma con una sostanziale differenza: Gontier assimilava l'ictus ritmico al tempo forte, Mocquereau, pur ammettendo la necessità di precisare il ritmo, ne segnalava l'indipendenza dall'intensità, sviluppando l'intuizione di Pothier e portandola alle estreme conseguenze con l'invenzione dei "segni ritmici". Da notare anche il fatto che Mocquereau spese molta parte della sua vita a costruire un buon sistema di "ponctuation" (la nostra punteggiatura) per facilitare l'esecuzione d'insieme del coro.
La scuola di Solesmes negli anni proseguì sotto la guida di Joseph Gajard, poi di dom Eugéne Cardine con l'obiettivo di scoprire e rendere accessibile il tesoro delle melodie gregoriane. A loro si deve il merito di aver scoperto e di avere chiarito le leggi che regolano la scrittura dei neumi primitivi.
A questa scuola si devono le prime pubblicazioni del Graduale romanum del 1908, dell'Antiphonarium romanum del 1912 che sono alla base del Liber Usualis, fino alla pubblicazione del Graduale Triplex del 1979 e del Liber hymnarius del 1983. Molti altri monasteri si sono associati nello studio del canto gregoriano. La restaurazione gregoriana non è ancora conclusa.
Centri di irradiamento della restaurazione gregoriana di Solesmes furono in Francia l'abbazia di Sainte-Marie de la Pierre-qui-Vire, in Belgio l'abbazia di Maredsous, in Germania l'arciabbazia di Beuron e in Spagna l'abbazia di Santo Domingo de Silos.

## Causa di beatificazione
Il 21 dicembre 2005 il vescovo di Le Mans ha avviato il processo diocesano di beatificazione dell'abate Guéranger, dichiarandolo Servo di Dio.

## Opere edite in italiano
- I doni dello Spirito Santo, Brescia, Queriniana, 1996. ISBN 9788839915207
- Il senso cristiano della storia, Chieti, Amicizia Cristiana, 2005. ISBN 9788889757017
- L'eresia antiliturgica e la riforma protestante, Chieti, Amicizia Cristiana, 2008. ISBN 9788889757208
- L'Anno liturgico. Volume primo. Tempo di Avvento – Tempo di Natale – Proprio dei Santi 30 novembre-2 febbraio, Verona, Fede & Cultura, 2016. ISBN 9788864095110
- L'Anno liturgico. Volume secondo. Tempo di Quaresima – Tempo di Passione – Proprio dei Santi 3 febbraio-5 aprile, Verona, Fede & Cultura, 2017. ISBN 9788864095493
- L'Anno liturgico. Volume terzo. Tempo pasquale – Tempo dopo la Pentecoste, Verona, Fede & Cultura, 2016. ISBN 9788864094823
- L'Anno liturgico. Volume quarto. Proprio dei Santi 11 aprile-29 novembre, Verona, Fede & Cultura, 2018. ISBN 9788864095905